# Разбойник (роман)
«Разбойник» (нем. Der Räuber) — роман классика немецко-швейцарской литературы Роберта Вальзера, написанный им в Берне в июле-августе 1925 года и опубликованный посмертно в 1972 году.

## История создания и публикация
Вальзер написал роман летом 1925 года. «Разбойник» — самый большой по объёму среди всех сохранившихся текстов, написанных Вальзером в так называемой «карандашной системе». В 1920-е годы писатель перешёл на «микрограммы», записывая тексты остро отточенным карандашом микроскопическим почерком на отдельных листках бумаги, часто это были обратные стороны квитанций или счетов. Долгое время эта «тайнопись», не поддававшаяся чтению, являлась явным доказательством психического заболевания автора. Карл Зеелиг (нем. Carl Seelig), друг и впоследствии опекун Вальзера, благодаря которому сохранились рукописи, считал, что Вальзер использовал шифр. Лишь позже филолог Йохен Гревен (нем. Jochen Greven) установил, что речь идёт не о шифре, а об очень мелком и схематическом варианте написания обычных прописных букв — и занялся разбором записей.
Открытие и расшифровка незаконченного романа «Разбойник» заняла многие годы. Чистовой рукописи романа не было. Микрограммы не имели названия, и неизвестно, насколько опубликованный в 1972 году текст соответствует изначальным намерениям самого автора, тем более что публикаторы допускают наличие разночтений и интерпретаций. Также неизвестно, является ли этот текст окончательным, или Вальзер собирался ещё работать над ним. Название «Разбойник» роману дали издатели.
Первая транскрипция «Разбойника» была осуществлена Йохеном Гревеном при участии Мартина Юргенса (нем. Martin Jürgens), позднее текст был проверен и доработан Бернхардом Эхте (нем. Bernhard Echte) и Вернером Морлангом (нем. Werner Morlang).

## Сюжет
Вальзер рассказывает историю безответной любви «разбойника», человека без имени, без положения в обществе, к официантке Эдит. Но отношения между ними не становятся фабульной основой книги. «Разбойник» — это рассказ писателя о своём писательстве. «Разбойником» называют его обычные, «нормальные» бюргеры, поскольку он, по их понятиям, ничего не делает, нигде не служит, не производит ничего полезного, не зарабатывает денег, ведёт асоциальный образ жизни и этим представляет собой определённую угрозу для общества. Писатель не может и не хочет становиться частью рационального, построенного на стремлении к достижению «успеха» социума. Автор описывает историю «разбойника», довольно короткую: некоторое время тот жил за границей, но вынужден был вернуться в Берн, не оправдав надежд веривших в него меценатов. В Берне он живёт случайными заработками, в основном проводит время на прогулках или просиживая в пивных заведениях. Он встречается с разными девушками, но отношения не заходят далее лёгкого флирта. Сперва он влюбляется в девушку из буржуазной семьи по имени Ванда, потом в официантку Эдит. Когда он выступает в церкви с докладом о любви, Эдит чувствует себя униженной и стреляет в «разбойника», но ранение оказывается неопасным. Все эти события являются в книге лишь поводом для бесконечных отступлений, рассказывающих о самом процессе писания, который и является главной темой произведения.

## Персонажи

### Рассказчик и «разбойник»
Своему герою Вальзер дарит те «определения», которыми клеймили его самого почтенные бернские бюргеры: «тунеядец, у которого за душой ни гроша», «неисправимый баламут», «конченый человек». Ему ставили в вину нежелание жить по правилам социума. Но как сам автор, так и его «разбойник» не стремились к обладанию престижными ценностями, что ставило сами эти ценности под сомнение.
В предисловии к русскому переводу романа переводчица Анна Глазова пишет о главном герое:
Поводом к возникновению героя романа послужил акварельный портрет Роберта в юности, в костюме разбойника, выполненный его братом, Карлом. Этот портрет подробно описан в романе. Кроме юноши-разбойника, в романе есть второй главный герой, рассказчик, человек среднего возраста. Эти два персонажа, правда, сливаются в одного, несмотря на все призывы рассказчика не путать его с разбойником. И тот, и другой - в равной степени и автобиографичны, и нет. Джон М. Кутзее замечает, что - так же, как Кафкин К. - разбойник (Räuber) это Роберт, вальзеровский Р. Но разбойник вмещает в себя больше, чем К.: разбойник, рассказчик, Ринальдо Ринальдини - легендарный персонаж одноименной книги Вольпиуса, и он же: служанка у мальчишки, скромный постоялец, мошенник и заботящийся о своей репутации обыватель. Все эти лица, тем не менее, принадлежат "герою", Р. … Под конец "Разбойника" оказывается, что кроме разбойника и рассказчика, где-то на заднем плане присутствует ещё и "писатель", которому разбойник помогает писать роман. Так что Р. - это не только Роберт, разбойник, рассказчик и Ринальдини; это и сам роман.

## Художественные особенности
«Разбойник» — необычная, новаторская книга не только в сравнении с прежними романами Вальзера, но и в сравнении с другими произведениями немецкоязычной литературы 1920-х годов. Если бы роман появился сразу после написания, он выглядел бы новаторским даже на фоне таких произведений, как «Волшебная гора» Т.Манна, «Степной волк» Гессе или «Человек без свойств» Музиля. В «Разбойнике» Вальзер достиг наибольшей творческой свободы, он писал без всякой надежды на публикацию, без оглядки на вкусы публики и требования издательств, смело разрушая сложившуюся романную поэтику.
Роман представляет собой беспрерывное (хотя текст и состоит из 35 сегментов) описание самого процесса создания этого романа. Рассказчик не столько описывает события, сколько комментирует, как он их описывает. Автор вступает в ироничный диалог-игру с читательскими ожиданиями. Уже первые фразы романа задают правила этой игры: «Эдит любит его. Но об этом позже». Причём подобные обещания, щедро даваемые рассказчиком читателю, могут исполняться, а могут и быть «забыты». Задача таких заигрываний с читателем — не только высмеять привычные романные формы последовательного рассказа, как это было у писателей XIX века, но сделать невидимую в привычном романном полотне структуру текста и его внутренние связи видимыми. Автор хочет добиться эффекта «рентгеновского снимка», чтобы проявить внутреннее устройство романного организма.
Постоянные отступления становятся формальным и содержательным принципом романа. Эти отступление «ни о чём» и являются важнейшей частью вальзеровской прозы: «Для писателя разговор — это работа, а для работающих руками разговор означает болтливость и, соответственно, попытку отлынивания, как, например, в случае служанок и домохозяек во время сборищ на чёрной лестнице.». То, что непосвящённому может показаться авторской болтливостью, определяет новаторскую поэтику текста.
Рассказчик то смешивает свою собственную историю с историей «разбойника», то принципиально отделяет себя от него и, будто спохватившись, восклицает: «Бедный разбойник, я совсем про тебя забыл.» Подобные скачки в идентификации героя служат двигающим моментом рассказа. «Я-рассказчик» и «разбойник» то сливаются, то конфликтуют. «Я-рассказчик» умеет уживаться с окружением, «разбойник» совершенно не умеет этого делать. «Я это я, а он — это он, — настаивает рассказчик. — У меня есть деньги, а у него их нет. В этом вся разница». «Я», являясь «разбойником» и любит его, и ненавидит, не может и не хочет от него освободиться, ощущает его писательское призвание как трагедию и принимает это с горькой иронией. Он уступает ему свое место и судьбу: «И вот опять перед нами внезапно появляется этот дурацкий разбойник, а я рядом с ним исчезаю.»
Действие романа развёртывается не в «реальном» времени и пространстве, а в сознании героя, создающего реальное время и пространство в процессе писания. Отмена закона последовательности рассказа приводит к смещению временных пластов, время перестаёт играть свою привычную роль — приводить действие в определённый порядок, и упраздняется.
Автор использует все стилистические регистры: грубые просторечия, ирония, высокопарные выражения в потоке путаного и торопливого рассказа перемешиваются, обогащаются случайными созвучиями, звуковыми и логическими ассоциациями, рифмами, создавая неповторимый вальзеровский стиль.
В романе «Разбойник» писатель также, как и в предыдущих произведениях, пользуется своим излюбленным приёмом — бесконечным монологом. Автор влагает речи в уста действующих лиц, приводит длинный текст анонимного письма, передаёт доклад «разбойника» в церкви. Как обычно у Вальзера, прямая речь не является индивидуальной, не несёт характерные особенности говорящего персонажа, но будто является голосом самого создаваемого текста, который использует руку автора для своего рождения. Это продолжение постоянной вальзеровской темы служения писателя своему произведению. Переводчица «Разбойника» Анна Глазова пишет в предисловии к русскому изданию:
Вальзер — не мастер собственной прозе, он с лакейским усердием прислуживает ей, но делает это только с сознанием собственной независимости.

## Мнения и оценки
По мнению Джона Кутзее, «если бы „Разбойник“ был опубликован в 1926 г., он повлиял бы на развитие современной немецкой литературы, открыв и даже возведя в закон то, что приключения писательского „я“ и влияющая нить, оставляемая на бумаге пером или карандашом, сами становятся темой повествования».

## Экранизации
В 1984 году в Швейцарии режиссёром Лутц Леонхард (Lutz Leonhardt) по роману снят в полуторачасовой фильм, главные роли исполнили: Михаэль Шахт (нем. Michael Schacht), Барбара Шнайдер-Манцель (Barbara Schneider-Manzell), Михаэль Бирман (Michael Biermann).

## Публикации на немецком языке
- Robert Walser, Der Räuber. Suhrkamp, Frankfurt 2006, ISBN 978-3-518-41868-0.
- Robert Walser, Der Räuber. Suhrkamp, Frankfurt 1988, Hrsg. Bernhard Echte und Werner Morlang, ISBN 3-518-01972-4. (Bibliothek Suhrkamp Band 972) (Entspricht: Robert Walser: «Aus dem Bleistiftgebiet». Band 3, Suhrkamp Verlag, Frankfurt a. M. 1986)
- Robert Walser, Der Räuber. Suhrkamp, Frankfurt 1986, Im Auftrag des Robert Walser-Archivs der Carl Seelig-Stiftung Zürich neu entziffert. Hrsg. Bernhard Echte u. a. 24 Faksimileblätter + Transkription des Faksimiles, ISBN 3-518-03084-1.

## Переводы на русский язык
- Вальзер Роберт. Разбойник. (Роман, рассказы). / Пер. с нем. А. Глазовой. Тверь: Митин Журнал, 2005, 216 с. ISBN 5-98144-037-6.